# Lars Amble
Lars Anders Amble-Næss (født 10. august 1939 i Stockholm, død 20. august 2015) var en svensk skuespiller og instruktør. Han var søn af skuespilleren Leif Amble-Næss (1896-1974) og hans hustru Maritta Marke (1905-1983).
Amble gik på Dramatens elevskola fra 1962 til 1965. Da havde han allerede haft flere roller på Riksteatern. Siden 1965 arbejdede han også på Dramaten ved flere lejligheder. Udover roller på teateret nåede Lars Amble også at optræde i over 50 film og tv-serier, ligesom han også selv instruerede stykker. I 2003 modtog han Litteris et Artibus.

## Privatliv
Lars Amble var gift med skuespillerinden Marie Göranzon fra 1963 til 1971. De fik en datter sammen.
Amble døde 76 år gammel af kræft den 20. august 2015. Han ligger begravet på Galärvarvskyrkogården i Stockholm.

## Udvalgt filmografi
- Ungdom, fart og sex (1959, ukrediteret)
- Heja Roland! (1966)
- Skammen (1968)
- Stuegang (1968)
- Made in Sweden (1969)
- Firmafesten (1972)
- The Day the Clown Cried (ufærdig film, 1972)
- Tabu (1977)
- Høstmanøvren (1979)
- Jeg er med barn (1979)
- Skrald (1981)
- Rasmus på farten (1981)
- Sejled' op ad åen (1981)
- Den enfoldige morder (1982)
- To fyre og en pige (1983)
- Rosen (1984)
- Svindlande affärer (1985)
- Varuhuset (tv-serie, 1987)
- Svensson, Svensson - Filmen (1997)
- Beck (tv-serie, 2006)
- Mord i Skærgården (tv-serie, 2010-2014)